# نقطه آبی کمرنگ

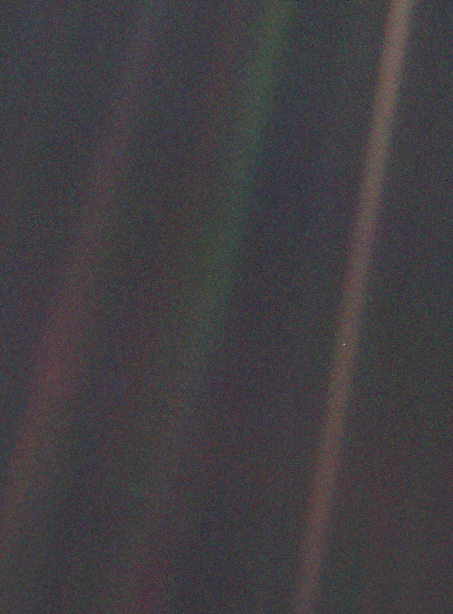
زمین از فاصله ۶ میلیارد کیلومتری (۳٫۷ میلیارد مایلی) نقطه کوچکی در اعماق تاریک فضا به نظر می‌رسد (لکه بسیار کوچک سفید در قسمت سمت راست پایین تصویر، در میانه نوار قهوه‌ای).

نقطهٔ آبی کمرنگ (به انگلیسی: Pale Blue Dot) نام نگاره‌ای است که در سال ۱۹۹۰ میلادی توسط فضاپیمای کاوشگر وویجر ۱ و از فاصلهٔ ۶ میلیارد کیلومتری از کرهٔ زمین به عنوان بخشی از مجموعه تصاویر منظومه شمسی پرتره خانواده گرفته شده‌است. در این نگاره کرهٔ زمین به شکل یک «نقطهٔ آبی کوچک رنگ‌پریده» (در اندازه ۰/۱۲ پیکسل) در برابر عظمت فضا دیده می‌شود.
فضاپیمای وویجر ۱ که مأموریت اولیه خود را به پایان رسانده بود و در حال ترک منظومه شمسی بود، توسط ناسا دستور گرفت توسط دوربین خود یک عکس از کره زمین از پهنه دور و وسیع فضا تهیه کند. این کار به درخواست کارل سیگن صورت پذیرفت. در این تصویر اندازه ظاهری زمین کمتر از یک پیکسل است و سیاره ما همچون نقطه‌ای کوچک در برابر عظمت فضا به نظر می‌رسد؛ از دید دوربین زمین در میان پرتوهایی از نور خورشید غوطه‌ور به نظر می‌رسد.
همچنین عنوان این نگاره در کتاب نقطه آبی کمرنگ: چشم‌انداز آینده بشر در فضا، نوشته کارل سیگن که در سال ۱۹۹۴ منتشر شد به کار برده شده‌است.

## پیش‌زمینه
وویجر ۱ فضاپیمایی رباتیک با وزن ۷۲۲ کیلوگرم است که توسط ناسا در تاریخ ۵ سپتامبر ۱۹۷۷ به منظور بررسی بیرون منظومه شمسی و در نهایت فضای میان‌ستاره‌ای به فضا پرتاب شده‌است. تا به امروز (۶ اوت ۲۰۲۵) ۴۷ سال، ۱۱ ماه و ۱ روز از پرتاب این کاوشگر می‌گذرد و همچنان دستورها و داده‌های معمول را از شبکه فضای دوردست دریافت می‌کند. وویجر ۱ اولین کاوشگر تارک منظومه شمسی و همچنین دورترین جسم ساختهٔ دست بشر از کرهٔ زمین است. پس از گذر از کنار مشتری در سال ۱۹۷۹ و کیوان در ۱۹۸۰، رسالت اصلی مأموریت انجام شد. وویجر ۱ به عنوان اولین کاوشگر فضایی شناخته شد که توانست تصاویری دقیق از دو سیاره بزرگ منظومه شمسی و اقمار اصلی آن‌ها تهیه و ارائه کند. این فضاپیما با سرعت ۴۰٬۰۰۰ مایل در ساعت (۶۴۰۰۰ کیلومتر در ساعت) دورترین شیء بشرساخت از کره زمین و همین‌طور اولین سازه‌ای است که موفق به ترک منظومه شمسی شده. این مأموریت تمدید شده و تا به امروز با هدف بررسی آنسوی مرزهای منظومه شمسی همانند کمربند کویپر، هلیوسفر و فضای بین‌ستاره‌ای ادامه دارد. وویجر ۱ برای ۴۷ سال، ۱۰ ماه و ۳۰ روز تا امروز ۶ اوت ۲۰۲۵ میلادی (۱۵ مرداد ۱۴۰۴ خورشیدی) دستورهای معمول را دریافت کرده و همچنان داده‌ها را به شبکه فضای دوردست ارسال می‌کند.
در ابتدا انتظار می‌رفت که وویجر ۱ تنها تا هنگام رسیدن به زحل فعالیت کند اما پس از پشت‌سر گذاشتن این مأموریت، سیگن ایده ثبت دورترین تصویر فضایی از سیاره زمین را پیشنهاد داد. سیگن به این نکته اشاره کرد که چنین تصویری ارزش علمی بالایی ندارد زیرا زمین بسیار کوچک به نظر می‌رسد اما می‌تواند تصویری معنادار باشد زیرا چشم‌اندازی از مکان ما در جهان را نشان می‌دهد. اگرچه افراد بسیاری در برنامه وویجر با این ایده موافق بودند اما همواره خطر ورود آسیب جدی به سیستم تصویربرداری فضاپیما هنگام انداختن عکس از زمین از چنین فاصله‌ای وجود داشت. این نگرانی تا سال ۱۹۸۹ که ایدهٔ کارل سیگن عملی شد، وجود نداشت اما پس از آن ابزارهای تنظیم، عملیات را به عقب انداختند و پرسنلی که دستورهای رادیویی را به وویجر ۱ انتقال می‌دادند، اخراج شدند یا به بخش‌های دیگر منتقل شدند. سرانجام ریچارد اچ ترولی رئیس ناسا که از طرفداران طرح بود در پروژه دخالت کرد تا از انجام گرفتن آن اطمینان حاصل کند.

## دوربین

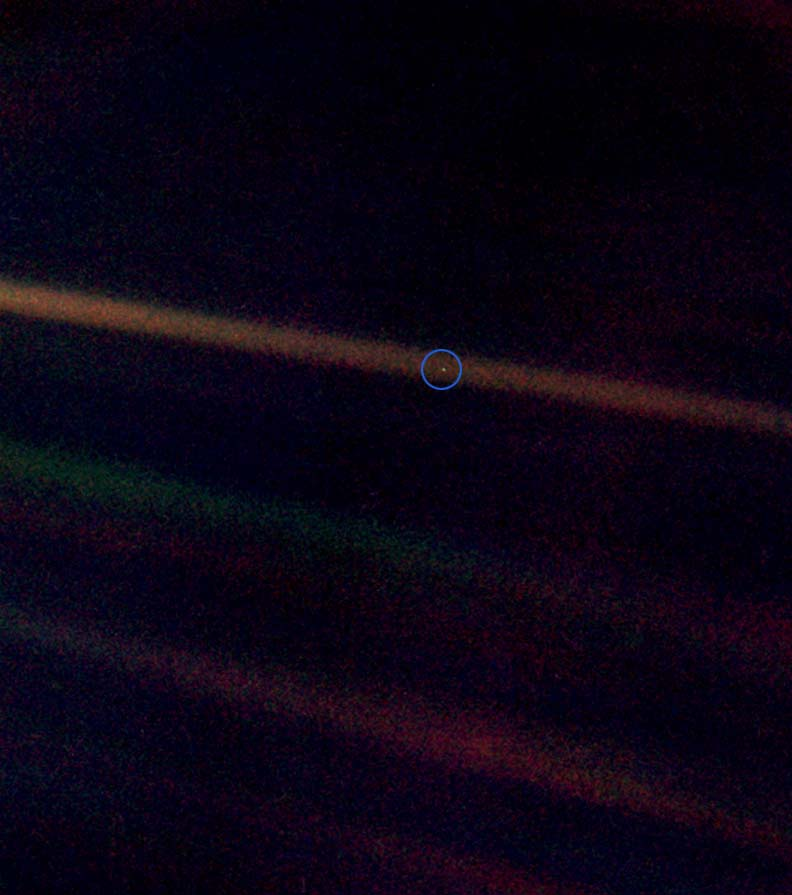
موقعیت زمین در تصویر فرستاده شده وویجر ۱ که به با دایره‌ای آبی رنگ مشخص گردیده

زیر سامانهٔ تصویربرداری علمی وویجر از دو دوربین تشکیل شده بود: یک دوربین با فاصله کانونی عدسی ۲۰۰ میلی‌متری با کیفیت پایین و زاویه باز مورد استفاده برای تصویربرداری توسعه‌یافتهٔ فضایی و یک دوربین ۱۵۰۰ میلی‌متری با کیفیت بالا و زاویه بسته — که عکس نقطهٔ آبی کمرنگ را گرفت — برای تصویربرداری دقیق از اهداف خاص در نظر گرفته شده بود. هر دو دوربین از نوع اسکن آهستهٔ ویدیکان (نوعی دوربین فیلمبرداری تلویزیونی) همراه با هشت فیلتر رنگی بر روی یک فیلتر در جلوی لوله ویدیکان قرار داده شده بودند.
چالش تیم تصویربرداری ناسا این بود که هرچه از آغاز مأموریت می‌گذشت، اشیائی که قرار بود از آنان عکس‌برداری شود، از فضاپیما دورتر می‌شدند؛ بنابراین کم نورتر به نظر می‌رسیدند و نیاز به نوردهی طولانی‌تر و حتی حرکت افقی دوربین داشتند تا بتوانند عکسی با کیفیت خوب بگیرند. همچنین با دورشدن فضاپیما قابلیت ارتباط از راه دور و تعداد حالاتی که می‌تواند توسط سیستم تصویربرداری استفاده شود، کاهش می‌یابد.
پس از گرفتن سری عکس‌های پرتره خانواده شامل نقطهٔ آبی کمرنگ، مدیران ناسا به وویجر ۱ فرمان دادند که دوربین‌هایش را خاموش کند زیرا دیگر قرار نبود به عنوان فضاپیما در اطراف اهداف تعیین‌شده حرکت کند؛ درحالی که سایر ابزارهای جمع‌آوری اطلاعات، برای سفر طولانی میان‌ستاره‌ای‌شان به قدرت و انرژی نیاز دارند.

## عکس

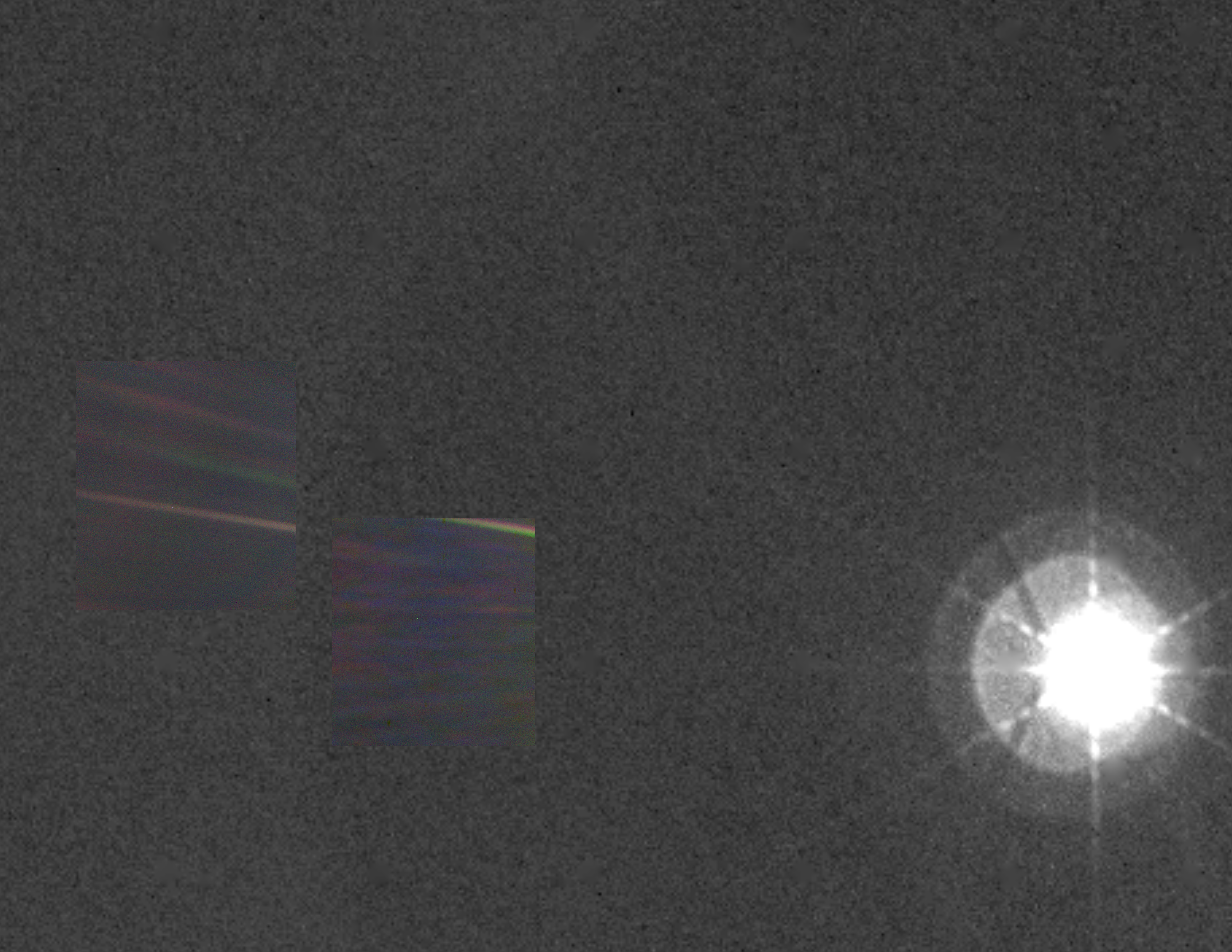
عکس زاویه عریض خورشید و سیارات درونی (غیرقابل مشاهده)، نقطهٔ آبی کمرنگ در چپ و زهره در راست قرار دارند

طراحی توالی فرمان برای فضاپیما و محاسبه زمان مواجهه با سوژه، توسط دانشمندان فضایی کندی هانسن در آزمایشگاه پیش‌رانش جت ناسا و کارولین پورکو در دانشگاه آریزونا انجام گرفت. پس از این که توالی فرمان در ۱۴ فوریه ۱۹۹۰ ساخته شد، داده‌های دوربین ابتدا در یک ضبط صوت آن‌برد ذخیره شد. انتقال اطلاعات به زمین نیز به علت اولویت فضاپیمای گالیله و کاوشگر ماژلان در استفاده از شبکه فضای دوردست به تعویق افتاده بود. سپس بین ماه‌های مارس و مه سال ۱۹۹۰، وویجر ۱ توانست در زمان نزدیک به پنج ساعت و نیم، ۶۰ فریم را به همراه امواج رادیویی که با سرعت نور حرکت می‌کردند به زمین بفرستد.
سه عدد از فریم‌های دریافتی، زمین را به عنوان یک نقطهٔ کوچک نورانی در یک فضای خالی نشان می‌داد. هر فریم با استفاده از فیلترهای رنگی مختلف گرفته شد:آبی، سبز و بنفش با زمان قرار گرفتن به ترتیب ۰٫۷۲، ۰٫۴۸ و ۰٫۷۲ ثانیه. پس از آن سه فریم برای ایجاد تصویر نهایی که نقطهٔ آبی کمرنگ نامیده شد، ترکیب شدند.

از ۶۴۰٬۰۰۰ پیکسل که هر فریم را تشکیل می‌دهند، زمین کمتر از یکی (۰٫۱۲ پیکسل، به گفته ناسا) دربر می‌گیرد. نوارهای نوری موجود در عکس، آرتیفکت‌هایی هستند که در نتیجهٔ بازتاب نور خورشید در بخش‌های از دوبین و سایه‌بان آن، با توجه به نزدیکی نسبی بین خورشید و زمین به وجود آمدند. نقطه نظر وویجر حدود ۳۲ درجه بالاتر از دائرةالبروج بود. تجزیه و تحلیل دقیق نشان می‌دهد که دوربین همچنین ماه را نیز شناسایی کرد، اگر چه به قدری ضعیف که بدون انجام پردازش‌های خاص قابل مشاهده نبود.

رنگ آبی کمرنگ زمین در تصویر در نتیجه قطبش و پراکندگی نور انعکاس‌یافته از زمین می‌باشد. میزان قطبش به عوامل مختلفی از جمله پوشش ابری، مناطق اقیانوس‌ها، جنگل‌ها، بیابان‌ها، زمین‌های برفی و غیره بستگی دارد.
نقطهٔ آبی کمرنگ که با دوربین زاویه باریک گرفته شده‌است، همچنین به عنوان بخشی از یک تصویر مرکب با تصویر دوربین زاویه عریض، منتشر شد. تصویر زاویه دید عریض به همراه دو تصویر زاویه باریک ثبت شده بود، نقطهٔ آبی کمرنگ و تصویری مشابه از زهره. عکس زاویه دید وسیع با تاریک‌ترین فیلتر (باند جذب متان) و کوتاه‌ترین مدت مواجهه احتمالی (۵ میلی ثانیه) برای جلوگیری از اشباع شدن لوله ویدیکان دوربین با نور خورشید در نظر گرفته شد. با این حال، نتیجه یک تصویر روشن‌سوخته با بازتاب‌های متعدد خورشید در عدسی دوربین بود که به نظر می‌رسد بسیار بزرگتر از ابعاد واقعی صفحهٔ خورشیدی باشد. پرتوهای اطراف خورشید، حاصل یک الگوی پراکندگی از کالیبراسیون هستند که در مقابل لنز زاویه عریض قرار گرفته‌اند.

## فاصله

محل تقریبی وویجر ۱ با رنگ سبز مشخص شده‌است.

بر اساس محاسبات ابزارهای آزمایشگاه پیش‌رانش جت ناسا، فاصلهٔ وویجر ۱ از زمین در تاریخ‌های ۱۴ فوریه و ۱۵ مه ۱۹۹۰ به شرح زیر است:
| واحد اندازه‌گیری | ۱۴ فوریه ۱۹۹۰ | ۱۵ مه ۱۹۹۰    |
| --------------- | ------------- | ------------- |
| یکای کیهانی     | ۴۰٫۴۷۲۲۲۹     | ۴۰٫۴۱۷۵۰۶     |
| کیلومتر         | ۶٬۰۵۴٬۵۸۷٬۰۰۰ | ۶٬۰۴۶٬۴۰۰٬۰۰۰ |
| مایل            | ۳٬۷۶۲٬۱۴۶٬۰۰۰ | ۳٬۷۵۷٬۰۵۹٬۰۰۰ |

## تأملات سیگن
در خلال سخنرانی کارل سیگن در دانشگاه کرنل، وی تصویر نقطه آبی کمرنگ را به شنوندگان نشان داد و تاملات خود را دربارهٔ معنای ژرف نقطهٔ آبی کمرنگ به اشتراک گذاشت:

از این دیدگاه مسلط دورافتاده، زمین ممکن است هیچ علاقه خاصی را برانگیخته نکند. اما برای ما، این فرق می‌کند. دوباره به آن نقطه نگاه کن. آن [نقطه] همین جاست. آن [نقطه] خانه است. آن [نقطه] ماییم. بر روی آن هر که را که دوست داری، هر که را که می‌شناسی، هر آن که تا به حال نامش را شنیده‌ای، هر انسانی که تاکنون بوده‌است، زندگی‌شان را سپری کرده‌اند. جمع تمامی خوشی‌ها و رنج‌هایمان، هزاران دین مطمئن، ایدئولوژی‌ها، و دکترین‌های اقتصادی، هر شکارچی و کاوش‌گری، هر قهرمان و بزدلی، هر خالق و نابودکننده تمدنی، هر شاه و رعیتی، هر زوج جوان عاشقی، هر مادر و پدری، هر بچه امیدواری، هر مخترع و کاشفی، هر معلم اخلاقی، هر سیاستمدار فاسدی، هر «فوق ستاره‌ای»، هر «رهبر معظمی»، هر قدیس و گنه‌کاری در تاریخ گونه ما، آنجا زندگی کرده‌است – بر روی ذره گردی معلق در یک شعاع نور.
زمین صحنه بسیار کوچکی در عرصه وسیع گیتی است. به رودهای خونی که به‌دست ژنرال‌ها و امپراتورها ریخته شده تا، در شکوه [با افتخار] و پیروزی، بتوانند اربابان زودگذر جزئی از یک نقطه شوند، به بی‌رحمی‌های بی‌شماری که از ساکنان یک گوشهٔ این نقطه بر [علیه] ساکنان غیرقابل تمیز گوشه‌ای دیگر سرزده، بیندیش، چه مکرر است عدم تفاهم‌شان، چه مشتاق‌اند به کشتن یکدیگر، چه پرحرارت است نفرت‌هایشان. رفتارهای‌مان، خود مهم‌بینی خیالی‌مان، توهم اینکه یک جایگاه اختصاصی در عالم داریم، توسط این نقطه کم نور به چالش کشیده شده‌است. سیاره ما یک ذره تنهای احاطه شده در تاریکی عظیم کیهانی است. در گمنامی‌مان، در تمامی این وسعت، هیچ نشانی از اینکه کمکی از جایی دیگر برای حفظ‌مان از خودمان برسد نیست.
زمین تنها دنیای شناخته شده‌ای است که تا کنون زندگی را پناه داده‌است. هیچ‌کجای دیگری نیست، حداقل در آینده نزدیک، که گونه ما بتواند به آن هجرت کند. سرزدن، شاید، اقامت هنوز خیر. خوشتان بیاید یا نه، در حال حاضر زمین جایی است که ما موضع‌مان را می‌گیریم. گفته شده‌است که نجوم یک تجربه متواضع کننده و شخصیت‌ساز است. شاید هیچ اثباتی برای حماقت غرور بشری بهتر از این تصویر دور از دنیای کوچک‌مان نباشد. برای من، این تأکیدی بر مسئولیت‌مان است که با یکدیگر مهربان‌تر رفتار کنیم و نقطه آبی کمرنگ، تنها خانه‌ای را که تاکنون شناخته‌ایم، گرامی داشته، محافظت کنیم.
— کارل سیگن، سخنرانی در دانشگاه کرنل ۱۳ اکتبر ۱۹۹۴
کارل سیگن کتاب ۱۹۹۴ خود را به تبعیت از عکس، نقطه آبی کمرنگ: چشم‌اندازی از آینده بشر در فضا عنوان نهاد.
در سال ۲۰۱۵ ناسا بیست و پنجمین سالگرد نقطهٔ آبی کمرنگ را به رسمیت شناخت.
بیست و پنج سال پیش، وویجر۱ به سمت زمین نگاه کرد و نقطهٔ آبی کمرنگی را دید تصویری که همچنان الهام بخشی شگفت‌انگیز دربارهٔ خانهٔ ما است— ادوارد سی استون مدیر سابق آزمایشگاه پیش‌رانش جت ناسا

## برای مطالعه
- Sagan, Carl; Head, Tom (2006). Conversations with Carl Sagan (1st ed.). United States: The University Press of Mississippi. ISBN 1-57806-736-7. Archived from the original on 6 August 2018. Retrieved 7 May 2016.
- Sagan, Carl; Freeman J., Dyson; Jerome, Agel (2000). Carl Sagan's Cosmic Connection: An Extraterrestrial Perspective. Cambridge University Press. pp. XV, 302. ISBN 0-521-78303-8. Archived from the original on 6 August 2018. Retrieved 20 May 2017.